# Pierre Trénitz
Pierre Trénitz (Bordeaux, 4 febbraio 1767 – Val-de-Marne, 16 luglio 1825) è stato un danzatore e coreografo francese, il cui nome divenne sinonimo di un particolare ballo molto in voga in Francia specialmente durante il periodo del Direttorio.

## Biografia
L’Incredibile: Procace Bersi, qui sono ancor per te! Meco giù scendi?

Bersi (sorridendogli indifferente): Per poco?

L’Incredibile: Per poco? Non ti chiedo che una Trenitz.»
(Luigi Illica, Andrea Chénier, quadro II 37)

### L'ambiente storico
L'età del Consolato fu per la danza un periodo particolare durante il quale si amalgamavano e si diversificavano diversi modi di ballare. Vi erano nel 1700 i balli popolari (danze tradizionali dei contadini o danze nate a seguito di avvenimenti particolari come la "Carmagnola", i balli di corte (definiti e regolati dall'Etichetta di corte e che venivano dati per l'alta aristocrazia, gli ambasciatori ecc.) i balletti teatrali, assoli o duetti presentati sulla scena teatrale o alla corte del sovrano.
Dopo il Terrore il ballo si diffuse in tutte le classi sociali e fece nascere una moltitudine di balli pubblici o privati; alcune danze di corte e danze popolari si fusero poco a poco in una creatività coreografica che detterà la moda prima nei salotti, poi nella corte dell'imperatore e infine in provincia e fino ai villaggi più nascosti. Non si balleranno più (o poco) alla corte di Napoleone i rigidi minuetti, tipici della corte dell'Ancien Régime, ma si danzeranno balli popolari adattandoli alla solennità e al decoro voluti dall'imperatore. Rimasero certi riti coreografici, come il "minutto di matrimonio", ballato in onore della novella sposa nel giorno del suo matrimonio, che persistettero in tutte le classi sociali sino al XIX secolo.

### Il ruolo di Trénitz
Vivacissimo animatore di balli pubblici come di balli nei salotti, Trénitz fu il promotore infaticabile di quella che chiamava "danza sociale" per differenziarla da quella praticata da ballerini e ballerine professionisti che praticavano quella che allora veniva chiamata "danza di teatro". Inventore di passi e figure complicate e raffinate ispirate ai balletti coreografici di Gaetano Vestris contribuì molto a fare della danza di salotto un'arte difficile ma popolare. Era il momento e la moda della "danza perfetta" che si diffuse a Parigi in tutti gli ambienti e che poi guadagnò la provincia; sotto l'Impero si propagò in Europa arrivando sino alle Americhe. Nell'esercito divenne abituale e importante per un soldato come per un ufficiale ottenere i "Brevetti di danza". Associazioni di ballerini si formarono un po' dappertutto, persino nei villaggi, per ingaggiare dei maestri di ballo e per indire gare di ballo, come se ne vedono ancora oggi in Provenza. 
Trénitz non si limitava ad insegnare danza ai giovani ma anche conduceva il ballo secondo il rituale dell'epoca per cui: un uomo, di solito, organizzava la successione delle danze, dava gli ordini all'orchestra, annunciava ai ballerini le figure che dovevano eseguire, guidava le coppie nelle figure più complicate e talvolta eseguiva degli assoli o duetti fra una danza e l'altra. 
Non sappiamo se egli ricevesse un doppio compenso per queste sue attività. Gli autori di memorie non riferiscono questo particolare e quelli che ci parlano della sua vita lo descrivono come uno che godeva di una fortuna personale ma anche come del tutto povero nel momento della sua morte.

### La morte
La sua fine sventurata è evocata da molti autori: verso il 1820, Alexis Baron, in un saggio sulla danza intitolato Lettres et entretiens sur la danse scrive chiaramente di un internamento di Trénitz in un ospedale psichiatrico e poi, privo di mezzi materiali, nell'ospizio di Charenton per malati mentali.
Sempre sulla sua fine tragica scrive Antoine-Vincent Arnault, 
La notizia della sua fine disgraziata è confermata anche dal già citato G. Desrat nel suo Dictionnaire de la danse (Parigi, 1895):

## Fonti

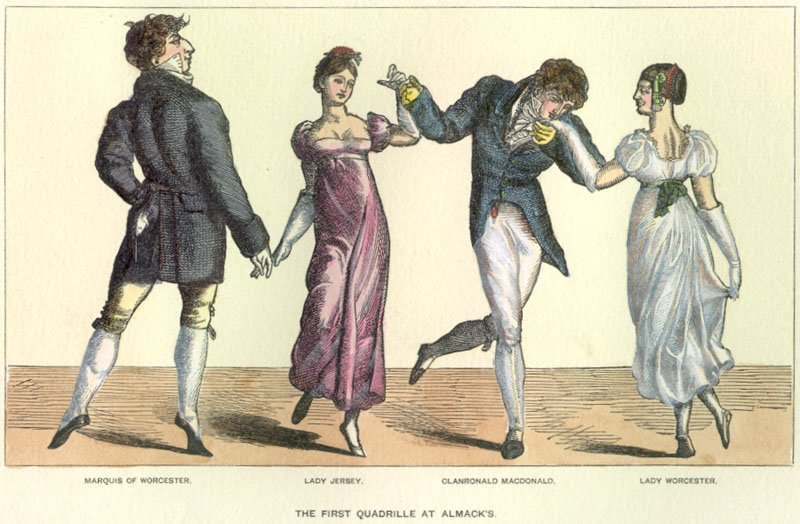
La quadriglia in Inghilterra (XIX secolo)

Desrat lo descrive  come un "uomo di mondo" e un maestro di ballo particolarmente dotato. Non si sa se fosse francese, come lo indicavano alcuni suoi contemporanei nonostante che il suo nome richiamasse un'origine tedesca o dell'Europa centrale. Joseph d'Estournel nelle sue Memorie riferisce dell'arrivo a Parigi verso il 1795 di Trénitz, proveniente da Bordeaux con un gruppo di amici che amavano con passione la danza, fra i quali era lo scultore Charles Dupaty (1771-1825) e il tenore Pierre Garat.
Laure Junot, duchessa d'Abrantès, nelle sue Memorie lo descrive come un gentiluomo di provincia, amico della sua famiglia, "salito" a Parigi durante il Direttorio.
Si trovano tracce della sua presenza a Parigi nei salotti dell'età del Direttorio e nei luoghi di divertimento della capitale come il "Teatro Ranelagh" nei cui giardini si ballava durante l'estate poco tempo dopo il Terrore. Trénitz insegnò danza a Thérésa Tallien, a Juliette Récamier e a Joséphine de Beauharnais in casa di Sanguin de Livry nel palazzo di Raincy. 
Il poeta Joseph Berchoux gli dedicò alcuni versi ironici probabilmente verso il 1805:
«Fra questi graziosi ballerini della società

Trénitz s'è fatto un nome brillante e rispettato.

Egli diceva alle Bellezze strette al suo fianco:

Signore, per vedermi eravate ben posizionate?

Avete notato il mio polpaccio gagliardo,

La mia gamba libertina e il mio piede provocante? » 
Nei giornali del tempo e in numerosi scritti che descrivono la vita quotidiana e i costumi dell'età del Direttorio, del Consolato e del Primo Impero, si trova memoria della sua attività di maestro di ballo fino all'anno 1810. Tuttavia non esiste alcuna vera biografia del personaggio. D'Estournel considera Trénitz come un ballerino «capace di rivaleggiare con le stelle dell'Opera»
Nel Dictionnaire universel des sciences des lettres et des arts (Parigi, 1857) si scrive : «solo Trenit e Vestris battevano l'entrechat fino a 10» 
J. Lobet  precisa che «la sua competenza vale a Trénitz l'amicizia di un re» senza precisare di quale monarca si tratti.

## La trénitz e la sua diffusione

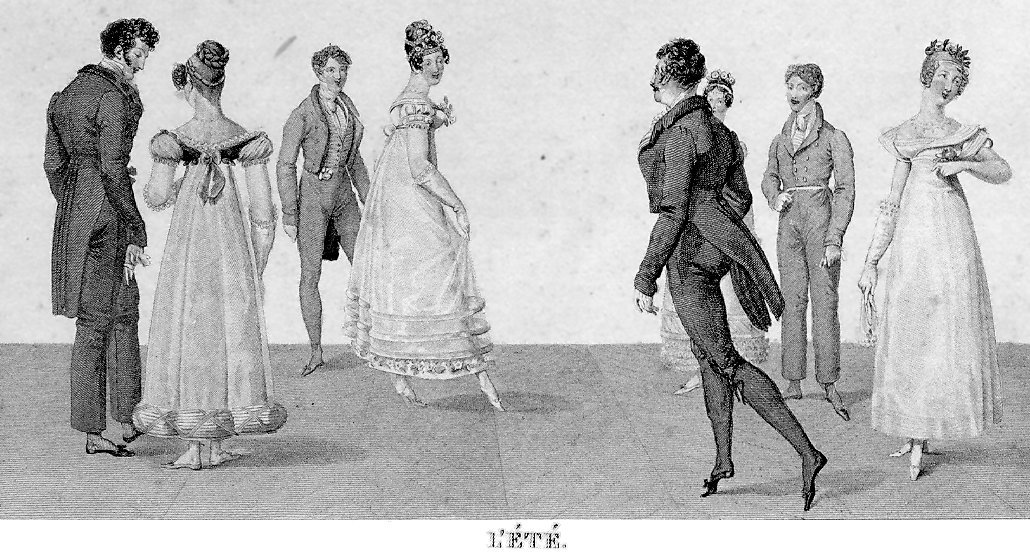
La quadriglia

La trénitz è una "controdanza" che si inserisce nella quadriglia come una delle sue figure, la terza o la quarta che precede la figura finale. Ogni figura si danzava su 32 passi composti su un ritmo molto vivace in 6/8 o 2/4. Ma a parte il finale, la danza di ogni figura non cominciava che al nono passo.
Le melodie assai semplici derivavano da arie popolari o teatrali. 
La danza, secondo numerosi manuali di ballo del XIX secolo, consisteva in una serie di movimenti dove le coppie si intrecciavano e si scambiavano di posto tenendosi per mano.
Verso il 1840 si trova ancora la trénitz, talora francesizzata in "trénis", come una delle figure della quadriglia in Svezia, in Irlanda, a Vienna, a New York, a São Paulo... Poi se ne perde l'uso e il termine cade provvisoriamente nell'oblio; si può notare che ancora alla fine dell'800, in Italia, il librettista Luigi Illica, in piena stagione verista, fa ancora riferimento a una controdanza chiamata "trénitz" nel libretto dell'opera Andrea Chenier, scritta per il compositore Umberto Giordano (1867-1948).

## Influenza culturale
Il ricordo di Trénitz, senza dubbio perché collegato a un periodo piuttosto rilevante della storia dei costumi, persiste nella memoria collettiva e il personaggio ritorna, verso la metà del XIX secolo sulla scena parigina: nella sua Storia dell'arte drammatica in Francia negli ultimi venticinque anni, Théophile Gautier cita un vaudeville intitolato semplicemente Trénitz, presentato senza grande successo nel dicembre 1846 a Parigi al "Teatro del Vaudeville". Gli autori non sono citati e la trama, assai debole secondo Gautier, descrive un Trénitz comicamente impelagato in avventure galanti in compagnia del tenore Garat suo amico.
Alla fine del XIX secolo il personaggio conosce un successo durevole sotto l'identità di un Incredibile nell'operetta La Fille de madame Angot su libretto (Bruxelles 1872) di Clairville, Paul Siraudin e Victor Koning, messo in musica da Charles Lecocq, rappresentato ancora ai nostri giorni con successo in diversi paesi.